# Sujatha Ramdorai

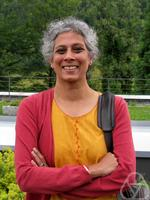
Sujatha Ramdorai, Oberwolfach

Sujatha Ramdorai (* 1962) ist eine indische Mathematikerin, die sich mit Algebraischer Zahlentheorie befasst.
Sie wird häufig als R. Sujatha zitiert.

## Leben
Sujatha Ramdorai studierte am St. Joseph’s College in Bangalore mit dem Bachelor-Abschluss 1982 und an der Annamalai University mit dem Master-Abschluss 1985. Ihren Master-Abschluss erhielt sie damals im Fernstudium, da sie schon verheiratet war und eine Tochter hatte. Danach ging sie an das Tata Institute of Fundamental Research in Mumbai und wurde dort 1992 bei Raman Parimala promoviert (Witt Groups of Real Surfaces and Real Geometry). 1991/92 war sie an der Universität Regensburg und 1993/94 Assistant Professor an der Ohio State University. Sie ist Professorin am Tata Institut und zurzeit außerdem Professor an der University of British Columbia.
Sie forschte zunächst über die algebraische Theorie quadratischer Formen und algebraischer Geometrie, ist aber vor allem für ihre Beiträge zur nichtkommutativen Iwasawa-Theorie bekannt, wobei sie mit John Coates zusammenarbeitete. Außerdem befasst sie sich mit der Theorie der Motive.
1997/98 erhielt sie einen Humboldt-Forschungspreis. 2003 war sie Gastwissenschaftlerin am Max-Planck-Institut für Mathematik in Bonn und 2007/08 Gastwissenschaftlerin am Chennai Mathematics Institute und 2008 bis 2011 war sie dort Gastprofessor.
2004 wurde sie Fellow der Indian Academy of Sciences, 2005 der National Academy of Sciences India und 2009 der Indian National Science Academy. 2006 erhielt sie den ICTP Ramanujan Prize und 2004 den Shanti-Swarup-Bhatnagar-Preis (SSB).
Ab 2009 war sie im wissenschaftlichen Beratungsgremium des indischen Premierministers. 2007 bis 2009 war sie Mitglied der National Knowledge Commission von Indien. Sie war eingeladene Sprecherin im Panel Mathematics Education and Popularization auf dem ICM 2018. 2020 erhielt Ramdorai den Krieger-Nelson-Preis.
Sie ist Herausgeberin des International Journal of Number Theory und des Journal of the Ramanujan Mathematical Society.

## Schriften
- mit John Coates, Takako Fukaya, Kazuya Kato, Otmar Venjakob: The {\displaystyle GL_{2}} main conjecture for elliptic curves without complex multiplication. In: Publications Mathématiques de l’IHÉS. Band 101, 2005, S. 163–208, (Arxiv).
- Iwasawa theory and modular forms. In: Pure and Applied Mathematics Quarterly. Band 2, Nr. 2 = Invited contribution. Special Volume in honour of J. Coates. 2, 2006, S. 519–538, doi:10.4310/PAMQ.2006.v2.n2.a6.
- mit John Coates: Cyclotomic fields and zeta values. Springer, Berlin u. a. 2006, ISBN 3-540-33068-2.
- mit John Coates, Zhibin Liang: The Tate-Shafarevich group of elliptic curves with complex multiplication. In: Journal of Algebra. Band 322, Nr. 3 = Special Issue in Honor of John Cannon and Derek Holt. 2009, S. 657–674, (Teil 1, Arxiv, Teil 2, Arxiv).
- mit John Coates, Tim Dokchitser, Zhibin Liang, William Stein: Non-commutative Iwasawa theory for modular forms. In: Proceedings of the London Mathematical Society. Serie 3, Band 107, Nr. 3, 2013, S. 481–516, (Arxiv).
- mit Bruno Kahn: Birational motives, I: pure birational motives. In: Annals of K-Theory. Band 1, Nr. 4, 2016, S. 379–440, doi:10.2140/akt.2016.1.379, (Preprint 2009: Arxiv).